# Первое афинское кладбище
Первое афинское кладбище (греч. Πρώτο Νεκροταφείο Αθηνών) — мемориальный некрополь в центральной части Афин. Место захоронения многих известных политиков, церковных иерархов и деятелей культуры Греции.

## Расположение
Кладбище расположено в центральной части Афин, за античным комплексом Олимпейон и Панатинаикосом, в конце улицы Анапафсеос (Улица Покоя).

## История
Первое кладбище открыто в 1837 году и очень скоро стало местом захоронений известных граждан Греции.
На кладбище находятся три церкви: две православные — в честь св. Феодора и св. Лазаря Четверодневного; одна — католическая. Имеются отдельные участки для захоронений протестантов и иудеев.

## Известные личности, похороненные на кладбище
- Меркури, Мелина, актриса
- Шлиман, Генрих, археолог
- Шлиман, София, его жена, благотворительница
- Папандреу, Андреас, политический деятель, премьер-министр Греции
- Папандреу, Георгиос, политический деятель, премьер-министр Греции
- Вуюклаки, Алики, актриса
- Катина Паксино, актриса
- Сеферис, Йоргос, поэт, лауреат Нобелевской премии по литературе
- Аверофф, Георгиос, предприниматель
- Дассен, Жюль, кинорежиссёр
- Канарис, Константин, политический деятель, премьер-министр Греции
- Ксантос, Эммануил, один из основателей тайного общества Филики Этерия, готовившего всегреческое и всебалканское восстание против Османской империи
- Далианидис, Яннис, актёр
- Митропанос, Димитрис, музыкант
- Христодул, Архиепископ Афинский и всея Эллады
- Демис Руссос, популярный певец